# ナギナタタケ
ナギナタタケ（長刀茸・薙刀茸、学名: Clavulinopsis fusiformis）はヒダナシタケ目シロソウメンタケ科ナギナタタケ属の小型のキノコ（菌類）。子実体は黄色い棒状で、薙刀に似ており、ナギナタタケと名付けられた。無毒キノコ。可食とされる。

## 分布・生態
日本全土、ヨーロッパ、北アメリカなどの北半球、南アメリカ、オーストラリアに分布する。
生活型は不明。夏から秋にかけて、コナラ・クヌギなどの広葉樹林やマツの混生する雑木林など各種林内の地上に群生または散生する。数本から数十本が束になって生える。

## 形態
子実体は高さ4 - 10センチメートル (cm) 内外、太さ2 - 5ミリメートル (mm) の棍棒状。先端と根元が細くなり、細長い棒状で枝分かれせず、ときにやや扁平になり、中央部に縦筋が見られる。普通、数本から10数本が束になって叢生する。子実体の色は全体的に鮮やかな黄色から橙黄色で、古くなると先端がしなびて赤みを帯びた褐色か暗褐色になる。表面はなめらかで、粘性はない。肉は黄色で、肉質は脆くない。担子胞子は5 - 9 × 4.5 - 8.5マイクロメートル (μm) の類球形、顕著な嘴状突起を有し、無色、非アミロイド性。胞子紋は白色からクリーム色。菌糸隔壁にはクランプを有する。

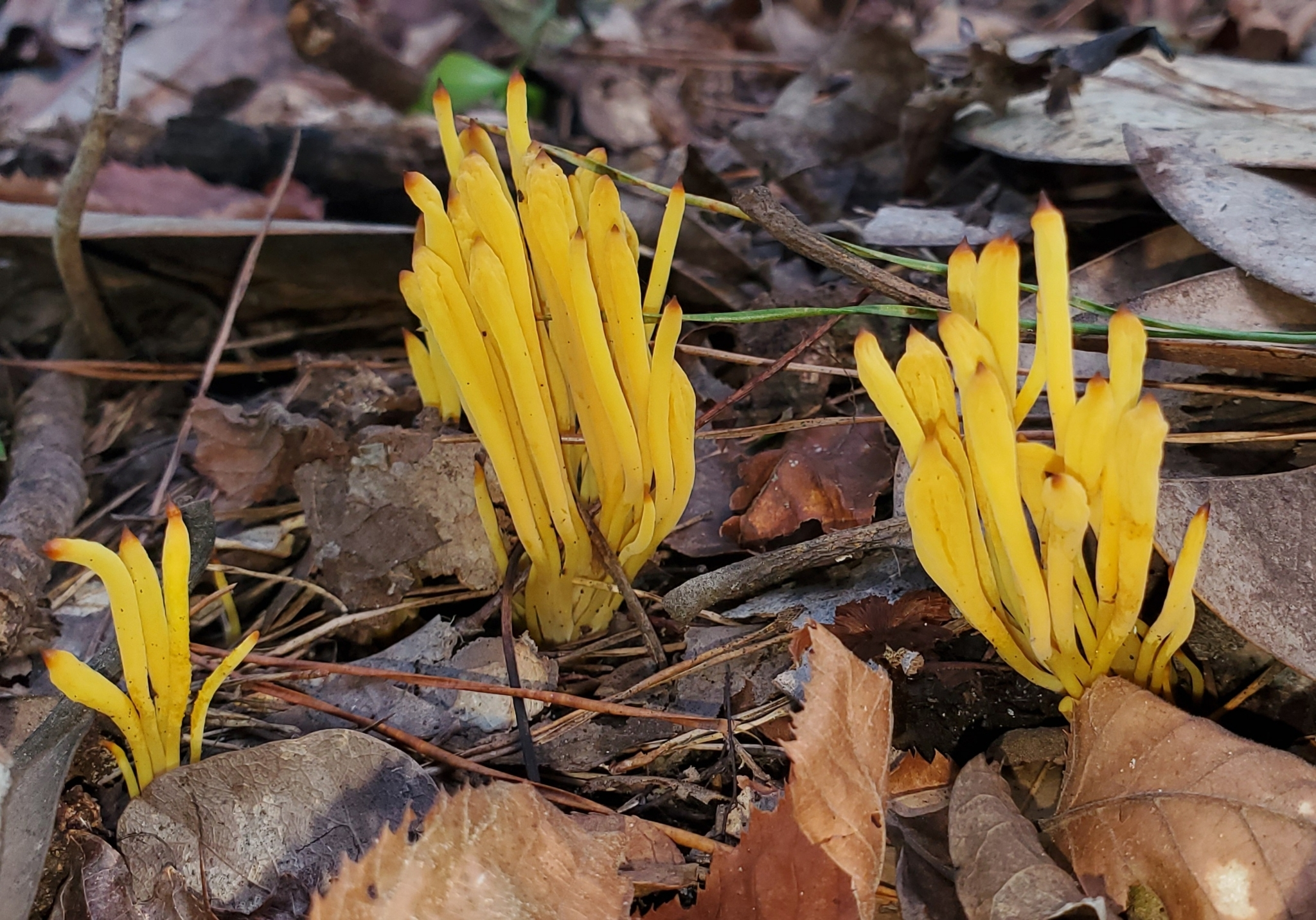
各種林床に生える
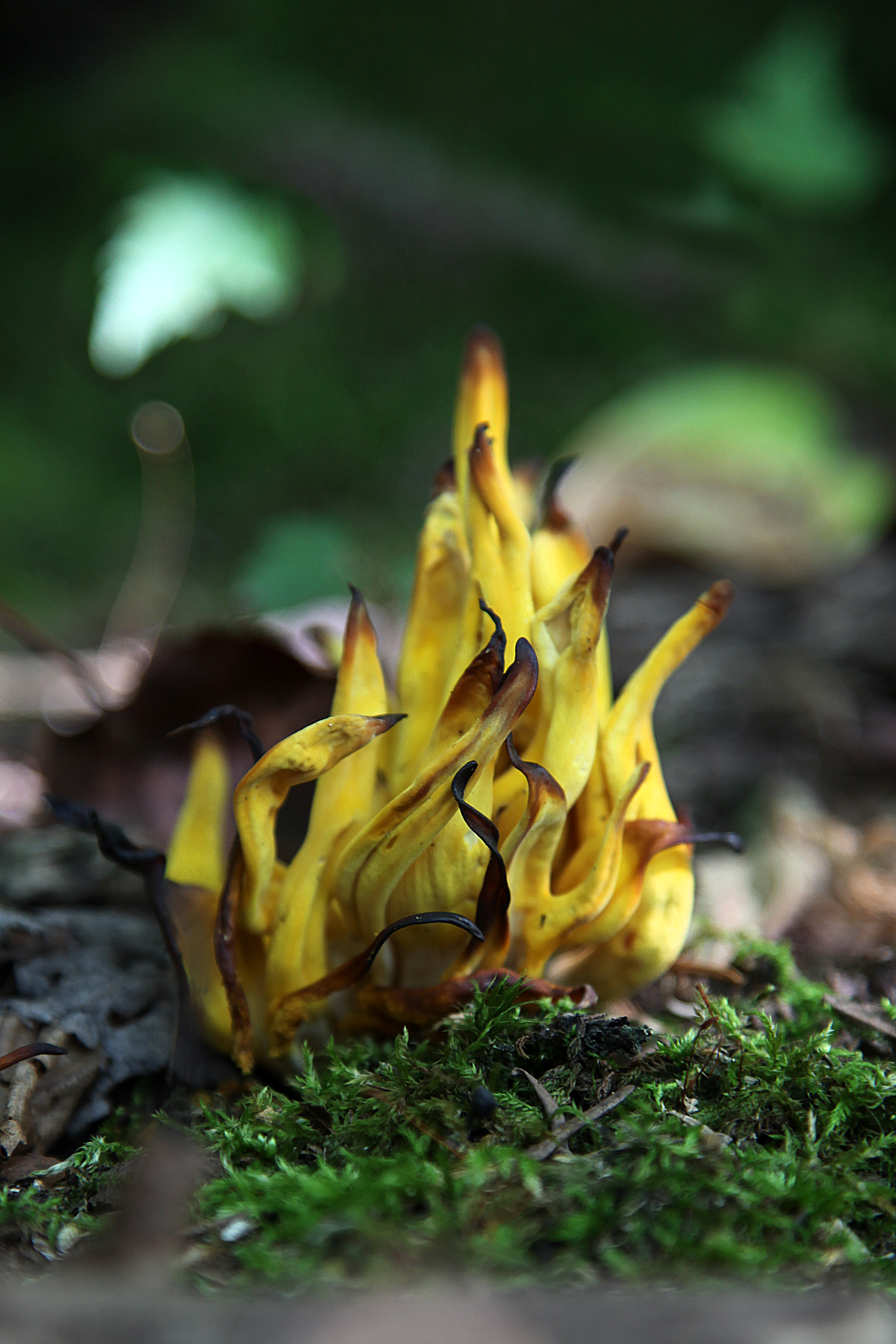
古くなると先端が赤褐色になる

## 利用
子実体は食用になり、軽く湯がいて下処理してから利用する。すまし汁、卵とじ、酢の物、鍋物の具、湯豆腐の具、ゴマ酢和えなどに合うとされる。

## 類似するキノコ
子実体が橙紅色か朱紅色のベニナギナタタケ（Clavaria miyabeana）とは形がよく似ている。色もよく似ているキソウメンタケ（Clavulinopsis helvola）は1本ずつ生え（単生）、子実体基部が少し細くなる点が異なる。色は異なるが、同科ムラサキナギナタタケ属で淡い紫色のムラサキナギナタタケ（Alloclavaria purpurea）も形が似ている。